# Wereldkampioenschappen judo 2011
De wereldkampioenschappen judo 2011 werden van 23 tot en met 28 augustus gehouden in het Palais Omnisports de Paris-Bercy in Parijs, Frankrijk. Er stonden 16 onderdelen op het programma, 8 voor mannen en 8 voor vrouwen.

## Programma
| Dinsdag 23/08                                       | Woensdag 24/08                                       | Donderdag 25/08                    | Vrijdag 26/08                                        | Zaterdag 26/08                                            | Zondag 27/08             |
| --------------------------------------------------- | ---------------------------------------------------- | ---------------------------------- | ---------------------------------------------------- | --------------------------------------------------------- | ------------------------ |
| Tot 48 kg vrouwen Tot 60 kg mannen Tot 66 kg mannen | Tot 52 kg vrouwen Tot 57 kg vrouwen Tot 73 kg mannen | Tot 63 kg vrouwen Tot 81 kg mannen | Tot 70 kg vrouwen Tot 78 kg vrouwen Tot 90 kg mannen | Boven 78 kg vrouwen Tot 100 kg mannen Boven 100 kg mannen | Team mannen Team vrouwen |

## Deelnemers

### Nederland
Bondscoaches Marjolein van Unen (vrouwen) en Maarten Arens (mannen) selecteerden veertien judoka's voor de WK. Aan de teamwedstrijden nam Nederland ditmaal niet deel. In tegenstelling tot de Europese kampioenschappen in het voorjaar van 2011 ontving Jasper de Jong (-66 kg) ditmaal wel een uitnodiging. De Jong, die zijn debuut maakte bij een WK, was eerder goed voor een bronzen medaille op de wereldbekerwedstrijd in Tallinn, Estland.
Mannen
– 60 kg — Jeroen Mooren
– 66 kg — Jasper de Jong
– 73 kg — Dex Elmont
– 81 kg — Guillaume Elmont
– 90 kg — Geen deelnemer
–100kg — Henk Grol
+100kg — Luuk Verbij, Grim Vuijsters
Vrouwen
–48 kg — Birgit Ente
–52 kg — Geen deelneemster
–57 kg — Geen deelneemster
–63 kg — Anicka van Emden, Elisabeth Willeboordse
–70 kg — Edith Bosch, Linda Bolder
–78 kg — Marhinde Verkerk
+78 kg — Carola Uilenhoed

## Medailles

### Vrouwen
| Onderdeel          | Goud            | Goud      | Zilver        | Zilver | Brons                            | Brons          |
| ------------------ | --------------- | --------- | ------------- | ------ | -------------------------------- | -------------- |
| Klasse tot 48 kg   | Haruna Asami    | JPN       | Tomoko Fukumi | JPN    | Éva Csernoviczki Sarah Menezes   | HUN BRA        |
| Klasse tot 52 kg   | Misato Nakamura | JPN       | Yuka Nishida  | JPN    | Ana Carrascosa Andreea Chitu     | ESP ROU        |
| Klasse tot 57 kg   | Aiko Sato       | JPN       | Rafaela Silva | BRA    | Corina Căprioriu Kaori Matsumoto | ROU JPN        |
| Klasse tot 63 kg   | Gévrise Émane   | FRA       | Yoshie Ueno   | JPN    | Anicka van Emden Urška Žolnir    | NED SLO        |
| Klasse tot 70 kg   | Lucie Décosse   | FRA       | Edith Bosch   | NED    | Yoriko Kunihara Anett Mészáros   | JPN HUN        |
| Klasse tot 78 kg   | Audrey Tcheuméo | FRA       | Akari Ogata   | JPN    | Kayla Harrison Mayra Aguiar      | USA BRA        |
| Klasse boven 78 kg | Tong Wen        | CHN       | Qin Qian      | CHN    | Mika Sugimoto Jelena Ivasjenko   | JPN RUS        |
| Team               | Frankrijk       | Frankrijk | Japan         | Japan  | Duitsland Cuba                   | Duitsland Cuba |

## Medaillespiegel
| Plaats | Land             | Goud | Zilver | Brons | Totaal |
| 1      | Frankrijk        | 6    | 0      | 1     | 7      |
| 2      | Japan            | 5    | 7      | 5     | 16     |
| 3      | China            | 1    | 1      | 0     | 2      |
| 4      | Rusland          | 1    | 0      | 3     | 4      |
| 4      | Zuid-Korea       | 1    | 0      | 3     | 4      |
| 6      | Oezbekistan      | 1    | 0      | 1     | 2      |
| 7      | Griekenland      | 1    | 0      | 0     | 1      |
| 8      | Brazilië         | 0    | 3      | 3     | 6      |
| 9      | Nederland        | 0    | 2      | 1     | 3      |
| 10     | Duitsland        | 0    | 1      | 1     | 2      |
| 11     | Kazachstan       | 0    | 1      | 0     | 1      |
| 11     | Montenegro       | 0    | 1      | 0     | 1      |
| 13     | Cuba             | 0    | 0      | 2     | 2      |
| 13     | Roemenië         | 0    | 0      | 2     | 2      |
| 13     | Hongarije        | 0    | 0      | 2     | 2      |
| 16     | Azerbeidzjan     | 0    | 0      | 1     | 1      |
| 16     | Georgië          | 0    | 0      | 1     | 1      |
| 16     | Moldavië         | 0    | 0      | 1     | 1      |
| 16     | Oekraïne         | 0    | 0      | 1     | 1      |
| 16     | Slovenië         | 0    | 0      | 1     | 1      |
| 16     | Spanje           | 0    | 0      | 1     | 1      |
| 16     | Tsjechië         | 0    | 0      | 1     | 1      |
| 16     | Verenigde Staten | 0    | 0      | 1     | 1      |
| Totaal | Totaal           | 16   | 16     | 32    | 64     |